# Tumzabt jezik
Tumzabt jezik (mzab, mzabi, ghardaia; ISO 639-3: mzb), jerdan od sjevernoberberskih jezika uže podskupine Mzab-Wargla. Govori se u Alžiru, u sedam oaza od kojih je najvažnia Ghardaia.  
Tumzabt jezikom (kako ga sami nazivaju) govore pripadnici plemena Mzab ili Beni-Mzab, oko 70 000 (1995), a pripadaju široj skupini Zenata. Neki su bilingualni u francuskom, arapskom ili španjolskom

## Vanjske poveznice
- Ethnologue (14th)
- Ethnologue (15th)
- Ethnologue (16th)